# Harmonize America Mall Tour
Il Harmonize America Mall Tour è stato il primo tour promozionale del gruppo americano Fifth Harmony creato per promuovere il loro EP Better Together (2013). La tournée è stata intrapresa tra il luglio e l'agosto del 2013 e tutti gli spettacoli sono stati effettuati in centri commerciali sul territorio degli Stati Uniti. Il numero delle persone presenti ai singoli concerti oscillavano dalle 500 alle 3000 e alla fine di ogni concerti i fan avevano la possibilità di partecipare ad un meet & greet con il gruppo.

## Descrizione
Il tour è stato creato per promuovere il primo EP della band dal titolo Better Together. Il tour è stato annunciato ufficialmente il 27 giugno 2013. La tournée è iniziata il 19 luglio 2013 a Saugus ed è terminata il 16 agosto 2013 a Los Angeles, tutti gli spettacoli sono stati effettuati in centri commerciali sul territorio degli Stati Uniti.

## Scaletta del tour
1. Miss Movin' On (mash-up con I Knew You Were Trouble di Taylor Swift)
2. Leave My Heart Out of This
3. Stay (cover di Rihanna)
4. "Tellin' Me
5. Red (cover di Taylor Swift)
6. Don't Wanna Dance Alone
7. Me & My Girls (mash-up con Teenage Dream di Katy Perry)

## Date del tour
| Nord America   |               |             |                          |
| 15 luglio 2013 | Saugus        | Stati Uniti | Square One Mall          |
| 16 luglio 2013 | Paramus       | Stati Uniti | Garden State Plaza       |
| 18 luglio 2013 | Langhorne     | Stati Uniti | Oxford Valley            |
| 19 luglio 2013 | Hartford      | Stati Uniti | Meriden Westfield        |
| 22 luglio 2013 | Baltimora     | Stati Uniti | Westfield Mall Annapolis |
| 24 luglio 2013 | Atlanta       | Stati Uniti | North Point Mall         |
| 25 luglio 2013 | Orlando       | Stati Uniti | Hard Rock Universal      |
| 26 luglio 2013 | Miami         | Stati Uniti | Hard Rock Cafe           |
| 28 luglio 2013 | Nashville     | Stati Uniti | Rivergate Mall           |
| 29 luglio 2013 | St. Louis     | Stati Uniti | Chesterfield Mall        |
| 30 luglio 2013 | Chicago       | Stati Uniti | Orland Square Mall       |
| 31 luglio 2013 | Cleveland     | Stati Uniti | South Park Center        |
| 1 agosto 2013  | Pittsburgh    | Stati Uniti | Mall at Robinson         |
| 2 agosto 2013  | Hershey       | Stati Uniti | State Games of America   |
| 4 agosto 2013  | Lake Grove    | Stati Uniti | Smith Haven Mall         |
| 7 agosto 2013  | Houston       | Stati Uniti | Pearland Mall            |
| 8 agosto 2013  | Dallas        | Stati Uniti | Galleria                 |
| 9 agosto 2013  | San Antonio   | Stati Uniti | Shops At La Cantera      |
| 10 agosto 2013 | San Francisco | Stati Uniti | Shops at Tanforan        |
| 14 agosto 2013 | Portland      | Stati Uniti | Clackamas Town Centre    |
| 15 agosto 2013 | Seattle       | Stati Uniti | South Centre Mall        |
| 16 agosto 2013 | Los Angeles   | Stati Uniti | Topsfield Fair Grounds   |